# 25th Anniversary Tour
25th Anniversary Tour – pierwszy album koncertowy jamajskiej sekcji rytmicznej Sly & Robbie.
Płyta została wydana 29 marca 2005 roku przez bostońską wytwórnię Instant Live Records, należącą do korporacji koncertowej Live Nation. Znalazło się na niej nagranie z koncertu muzyków w klubie The Paradise Rock w Bostonie 16 listopada 2004 roku.

## Lista utworów
1. "Swing Easy"
2. "Rock Steady"
3. "High Fashion"
4. "Stalag 17"
5. "Sunshine For Me"
6. "Shine Eye Girl"
7. "Plastic Smile"
8. "Drifters"
9. "Unmetered Taxi"